# Warrior on the Edge of Time
Albums de Hawkwind
Hall of the Mountain Grill
(1974) Astounding Sounds, Amazing Music
(1976)
Singles
1. Kings of Speed
Sortie : 7 mars 1975

Warrior on the Edge of Time est le cinquième album studio du groupe de space rock britannique Hawkwind. Il est sorti en 1975 sur le label United Artists Records.

## Histoire
L'album est enregistré au mois de mars 1975 dans les studios Rockfield à Rockfield, au pays de Galles. Le batteur Alan Powell (en) décide de rester avec le groupe après avoir remplacé Simon King (en) pendant la tournée de promotion de Hall of the Mountain Grill. Hawkwind compte ainsi six membres, dont deux batteurs. Powell et King composent ensemble le titre Opa-Loka et co-signent trois autres morceaux.
L'album est bâti autour du concept du Champion éternel imaginé par l'écrivain de fantasy Michael Moorcock, auteur d'une partie des textes de l'album et qui déclame les paroles des chansons The Wizard Blew His Horn et Warriors.
À sa sortie, Warrior on the Edge of Time se classe no 13 des ventes au Royaume-Uni. Il s'agit du meilleur classement atteint par un album studio de Hawkwind et le meilleur tous albums confondus après Space Ritual, album en concert classé 9e en 1973.
Warrior on the Edge of Time est le dernier album de Hawkwind avec le bassiste Lemmy. Il est renvoyé du groupe après avoir passé cinq jours en prison, les douanes canadiennes ayant découvert des amphétamines dans ses bagages. Il fonde par la suite un nouveau groupe, Motörhead, nommé d'après la dernière chanson qu'il a écrite pour Hawkwind et qui figure en face B de l'unique single issu de cet album, Kings of Speed.
C'est également le dernier album du groupe paru pour le label United Artists Records. Hawkwind signe chez Charisma Records en 1976.

## Fiche technique

### Chansons

#### Album original
| 1. | Assault and Battery – Part 1 | Dave Brock                                                       | 5:36 |
| 2. | The Golden Void – Part 2     | Dave Brock                                                       | 4:33 |
| 3. | The Wizard Blew His Horn     | Michael Moorcock, Simon House, Alan Powell (en), Simon King (en) | 2:00 |
| 4. | Opa-Loka                     | Alan Powell, Simon King                                          | 5:40 |
| 5. | The Demented Man             | Dave Brock                                                       | 4:20 |

| 6.  | Magnu                | Dave Brock                                             | 8:40 |
| 7.  | Standing at the Edge | Michael Moorcock, Simon House, Alan Powell, Simon King | 2:45 |
| 8.  | Spiral Galaxy 28948  | Simon House                                            | 3:55 |
| 9.  | Warriors             | Michael Moorcock, Simon House, Alan Powell, Simon King | 2:05 |
| 10. | Dying Seas           | Nik Turner                                             | 3:05 |
| 11. | Kings of Speed       | Michael Moorcock, Dave Brock                           | 3:25 |

#### Rééditions
La première réédition de Warrior on the Edge of Time au format CD, parue chez Dojo Limited en 1992, inclut une chanson supplémentaire.
| 12. | Motorhead (face B du single Kings of Speed) | Ian Kilmister | 3:02 |

Une édition de luxe est éditée par Atomhenge en 2013. Elle comprend l'album remasterisé au format 33 tours et au format CD, ainsi qu'un deuxième CD remixé en stéréo par Steven Wilson et un DVD en 5.1. Les deux CD comprennent des pistes bonus.
| 11. | Motorhead (face B du single Kings of Speed)                |  |  |
| 12. | Soldiers at the Edge of Time (version de Michael Moorcock) |  |  |
| 13. | On the Road                                                |  |  |
| 14. | The Wizard Blew His Horn (version de Nik Turner)           |  |  |
| 15. | Spiral Galaxy 28948 (démo)                                 |  |  |
| 16. | Soldiers at the Edge of Time (version de Nik Turner)       |  |  |
| 17. | Motorhead (version chantée par Dave Brock)                 |  |  |
| 18. | Kings of Speed (version instrumentale)                     |  |  |

| 12. | Motorhead (démo instrumentale)                                                   |  |  |
| 13. | Dawn                                                                             |  |  |
| 14. | Watchfield Festival Jam (en concert au Watchfield Free Festival le 23 août 1975) |  |  |
| 15. | Circles (en concert au Watchfield Free Festival le 23 août 1975)                 |  |  |
| 16. | I Am the Eye (en concert au Watchfield Free Festival le 23 août 1975)            |  |  |

### Musiciens

#### Hawkwind
- Dave Brock : guitare, claviers, chant, basse sur Opa-Loka
- Nik Turner : saxophone, flûte, chant sur Standing at the Edge et Dying Seas
- Lemmy Kilmister : basse, chant sur Motorhead
- Simon House : violon, claviers
- Simon King (en) : batterie, percussions
- Alan Powell (en) : batterie, percussions

#### Musicien supplémentaire
- Michael Moorcock : voix sur The Wizard Blew His Horn et Warriors

### Classements et certifications
| Classement                    | Meilleure position |
| ----------------------------- | ------------------ |
| États-Unis (Billboard 200)    | 150                |
| Royaume-Uni (UK Albums Chart) | 33                 |

| Pays              | Certification | Date            | Ventes certifiées |
| ----------------- | ------------- | --------------- | ----------------- |
| Royaume-Uni (BPI) | Argent        | 25 octobre 1978 | 60 000            |